# 1985-ös bajnokcsapatok Európa-kupája-döntő
Az 1985-ös bajnokcsapatok Európa-kupája-döntőben, a BEK 30. döntőjében az olasz Juventus, és az angol Liverpool mérkőzött a brüsszeli Heysel Stadionban. A döntőt egy tragédia árnyékolta be, amelyben 39 szurkoló halt meg.

## A tragédia
A mérkőzés előtt a lelátón a Liverpool szurkolók egy csoportja, áttörve a drótkerítést, rohamot indított a Juventus szurkolói ellen, akik menekülésbe kezdtek. A nyolcvanas évek angol szurkolói kultúrájához szervesen kapcsolódott ez, teljesen általános volt, hogy az egyik tábor egy jól sikerült pillanatban betör az ellenfél területére, majd kis csetepaté után visszavonul a saját szektorába. Most viszont nem angol csapat küzdött angol ellen, az olaszok pedig nem ismerték, nem is ismerhették a szigetországi szokásokat, így fejvesztve menekülni kezdtek. De nem volt hova, emiatt a szektor oldalánál lévő falhoz préselődtek, sokan megpróbáltak átmászni azon, de a támfal nem bírta a nyomást és ledőlt, amely 39, többségében olasz szurkoló halálát eredményezte.

## A mérkőzés
A mérkőzést később lejátszották, melyet Michel Platini tizenegyesből szerzett góljával a Juventus nyert meg 1–0-ra. A tragédia következményeként az angol klubokat öt évre zárták ki az európai kupákból, így az 1985-ös UEFA-szuperkupa sem került megrendezésre, ahol a KEK-győztes Everton lett volna a Juventus ellenfele.
| 1985. május 29. |

| Juventus               | 1–0   | Liverpool |
| ---------------------- | ----- | --------- |
| Platini 56' (11-esből) | (0–0) |           |

| Heysel Stadion, Brüsszel Nézőszám: 59 000 Játékvezető: André Daina (svájci) |

| Juventus | Liverpool |

| JUVENTUS:           |    |                   |  |     |
|                     |    |                   |  |     |
| GK                  | 1  | Stefano Tacconi   |  |     |
| DF                  | 2  | Luciano Favero    |  |     |
| DF                  | 3  | Antonio Cabrini   |  |     |
| MF                  | 4  | Massimo Bonini    |  |     |
| DF                  | 5  | Sergio Brio       |  |     |
| DF                  | 6  | Gaetano Scirea    |  |     |
| FW                  | 7  | Massimo Briaschi  |  | 84' |
| MF                  | 8  | Marco Tardelli    |  |     |
| FW                  | 9  | Paolo Rossi       |  | 89' |
| MF                  | 10 | Michel Platini    |  |     |
| MF                  | 11 | Zbigniew Boniek   |  |     |
| Cserék:             |    |                   |  |     |
| FW                  | 14 | Cesare Prandelli  |  | 84' |
| MF                  | 16 | Beniamino Vignola |  | 89' |
| GK                  |    | Luciano Bodini    |  |     |
| Vezetőedző:         |    |                   |  |     |
| Giovanni Trapattoni |    |                   |  |     |

| LIVERPOOL:  |    |                  |           |     |
|             |    |                  |           |     |
| GK          | 1  | Bruce Grobbelaar |           |     |
| RB          | 2  | Phil Neal        |           |     |
| LB          | 3  | Jim Beglin       |           |     |
| CB          | 4  | Mark Lawrenson   |           | 4'  |
| RM          | 5  | Steve Nicol      |           |     |
| CB          | 6  | Alan Hansen      |           |     |
| CF          | 7  | Kenny Dalglish   |           |     |
| CM          | 8  | Ronnie Whelan    |           |     |
| CF          | 9  | Ian Rush         |           |     |
| LM          | 10 | Paul Walsh       |           | 46' |
| CM          | 11 | John Wark        | Sárga lap |     |
| Cserék:     |    |                  |           |     |
| DF          | 12 | Gary Gillespie   |           | 4'  |
| GK          | 13 | Chris Pile       |           |     |
| MF          | 14 | Craig Johnston   |           | 46' |
| MF          | 15 | Jan Mølby        |           |     |
| MF          | 16 | Sammy Lee        |           |     |
| Vezetőedző: |    |                  |           |     |
| Joe Fagan   |    |                  |           |     |

| Az 1984–85-ös bajnokcsapatok Európa-kupájának győztese |
| Juventus 1. cím                                        |
| ← 1983–84 Liverpool                                    |
| Steaua București 1985–86 →                             |

## Lásd még
- 1984–1985-ös kupagyőztesek Európa-kupája
- 1984–1985-ös UEFA-kupa